# 托马什·斯坦凯维奇
托马什·斯坦凯维奇（波蘭語：Tomasz Stankiewicz，1902年12月28日—1940年6月21日），波兰男子自行车运动员。他曾代表波兰参加1924年夏季奥林匹克运动会自行车比赛，获得男子团体追逐赛银牌。